# 钟涵
钟涵（1929年—2023年1月2日），男，江西萍乡人，中国油画家，中央美术学院教授。曾任中国油画学会艺术委员会副主任、教育部艺术教育委员会委员。